# Koalition für den Internationalen Strafgerichtshof
Die Koalition für den Internationalen Strafgerichtshof (englisch: Coalition for the International Criminal Court CICC) ist ein internationales Netzwerk von etwa 2500 Nichtregierungsorganisationen in 150 Staaten, die sich dafür einsetzen, dass weltweit allen Opfern von Kriegsverbrechen, von Verbrechen gegen die Menschlichkeit und von Völkermord allgemeiner Zugang zur Justiz ermöglicht wird.

## Ziele
Die Aktivitäten der Organisation zielen unter anderem darauf, dass
- alle Staaten dem Römischen Statut des Internationalen Strafgerichtshofs beitreten;
- nationale Gesetze den Opfern von Kriegsverbrechen, Verbrechen gegen die Menschlichkeit und Völkermord Gerechtigkeit verschaffen;
- die staatliche Unterstützung für und Zusammenarbeit mit dem Internationalen Strafgerichtshof IStGH gestärkt wird;
- sichergestellt wird, dass der Gerichtshof fair, effektiv und unabhängig arbeiten kann;
- umfassend, ausgewogen und sachlich über die Arbeit des Internationalen Strafgerichtshof informiert und berichtet wird.

Die Koalition setzt sich nach eigener Aussage dafür ein,

„dass sich der IStGH zu einem fairen, wirksamen und unabhängigen Gerichtshof entwickelt, der globale Justizstandards setzt, frei von politischer Einmischung bleibt und den Opfern auf allen Seiten von Konflikten in der ganzen Welt Gerechtigkeit widerfahren lässt.“

## Aktivitäten
Zu den Aktivitäten der Koalition gehören die Durchführung von Veranstaltungen, die Verbreitung schriftlicher und elektronischer Informationen zu ihrem Themengebiet. Die Koalition arbeitet mit lokalen Mitgliedern zusammen und setzt sich für die Stärkung der nationalen Gesetzgebung und die Sensibilisierung für die Bestimmungen des Römischen Statuts in Bezug auf die Geschlechtergerechtigkeit ein. Die Koalition erstellt jährlich einen Bericht über den Stand der Ratifizierung und Umsetzung des Römischen Statuts, der auf Informationen basiert, die bei den Aktivitäten der Koalition und der Öffentlichkeitsarbeit in der ganzen Welt gesammelt wurden.

## Organisation
Die Aktivitäten der Organisation werden durch einen Lenkungsausschuss gesteuert, der sich im Januar 2025 aus Vertretern folgender Mitglieder zusammensetzt:
- Adaleh Center for Human Rights Studies, Jordanien[4]
- Andean Commission of Jurists, Peru[5]
- Asian Forum for Human Rights and Development (FORUM-ASIA)[6]
- Asociación Pro Derechos Humanos (APRODEH-Perú)[7]
- Civil Resource Development and Documentation Centre (CIRDDOC), Nigeria[8]
- Fédération Internationale des Ligues des Droits de l’Homme/International Federation for Human Rights (FIDH)
- Georgian Young Lawyers Association (GYLA), Georgien[9]
- Human Rights Network-Uganda (HURINET-Uganda)
- Human Rights Watch
- Justice Without Frontiers (JWF), Libanon[10]
- No Peace without Justice[11]
- Parliamentarians for Global Action
- Redress
- Women’s Initiatives for Gender Justice
- World Federalist Movement-Institute for Global Policy (WFM-IGP)

Das CICC-Sekretariat wird von der Women’s Initiatives for Gender Justice organisiert und hat seinen Sitz in Den Haag.

## Geschichte
Die Koalition wurde im Februar 1995 von 25 Nichtregierungsorganisationen gegründet, die ihre Arbeit koordinierten, um die Einrichtung eines internationalen Strafgerichtshofs sicherzustellen. Zu den Gründungsmitgliedern gehörten Amnesty International, Asociación Pro Derechos Humanos, International Federation for Human Rights, Human Rights First, Human Rights Watch, No Peace Without Justice, Parliamentarians for Global Action und Women's Initiatives for Gender Justice. Bereits 1997 war die Mitgliederzahl auf 450 angestiegen.
Das ursprüngliche Ziel der Koalition wurde mit der Einrichtung des IStGH im Jahr 2002 erreicht. Seitdem setzt sich die Organisation auch weiterhin dafür ein, dass sich auch bisher nicht beteiligte Staaten am Gerichtshof und seiner Arbeit beteiligen.